# Luci Virgini Tricost (tribú consular)
Luci Virgini Tricost (llatí: Lucius Virginius Tricostus) va ser un magistrat romà. Formava part de la família Tricost, una branca de la gens Virgínia.
Va ser tribú amb potestat consular el 389 aC, l'any següent de què els gals haguessin conquerit Roma. Dona les notícies l'historiador Titus Livi